# Kadia Molodowsky
Kadia Molodowsky (en yidis: קאַדיע מאָלאָדאָװסקי‎ — Kadie Molodovski); (Biaroza, 10 de mayo de 1894-Filadelfia, 23 de marzo de 1975) fue una poeta y escritora estadounidense nacida en Bielorrusia que escribía en ídish, y profesora de este idioma y de hebreo. Publicó seis colecciones de poesía durante su carrera, y fue una figura ampliamente reconocida de la poesía en ídish durante el siglo XX.
Molodowsky se dio a conocer primeramente como poeta e intelectual en el mundo literario del ídish mientras vivía en Varsovia, en la Polonia nuevamente independiente durante el período entre guerras. Algunos de su poemas e historias más alegres fueron acompañados de música y cantados en escuelas de ídish alrededor del mundo. Fue también conocida por sus novelas, dramas y cuentos cortos. En 1935, emigró a los Estados Unidos, donde continuó publicando sus trabajos en ídish. También fue la fundadora y editora de dos revistas en ídish, היים Heym (Casa) y סבֿיבֿה Svive (El entorno).

## Biografía
Nacida en el shtetl de Byaroza-Kartuskaya (hoy en día, Biaroza), en la gobernación de Grodno del Imperio ruso, actualmente parte de Bielorrusia, Molodowsky fue educada en casa tanto en tópicos religiosos como seculares. Mientras su padre, un profesor en una escuela elemental judía tradicional (jéder), la instruyó en la Torá, su abuela paterna le enseñó ídish; con tutores particulares estudió temas seculares en ruso, incluyendo geografía, filosofía, e historia universal. La madre de Molodowsky tenía una tienda de alimentos y, más adelante, una fábrica para hacer kvass de centeno.
Molodowsky culminó su educación secundaria a los 17 años de edad. Después de obtener su certificado de maestra normalista en Biaroza, estudió pedagogía hebrea con Yehiel Halperin en Varsovia entre 1913 y 1914, y, al final de este periodo, dio clases a niños que habían sido desplazados debido a la Primera Guerra Mundial. En 1916 siguió a Halperin hasta Odesa, a donde había mudado su curso huyéndole a la guerra. En Odesa, Molodowsky fue maestra de jardín de niños y de escuela primaria.
En 1917, mientras intentaba volver con su familia a su ciudad natal, tuvo que quedarse en Kiev, donde se quedó viviendo varios años, experimentando los pogromos que ocurrieron allí en 1919.
Mientras vivía en Kiev, Molodowsky fue influida por el círculo literario e intelectual ídish alrededor de David Bergelson, y, en 1920, publicó sus primeros poemas, en la revista en ídish Eygns (Nuestro Propio). En 1921, se casó con el académico y periodista Simcha Lev, y juntos se instalaron en Varsovia, ahora en la Polonia independiente.
En Varsovia, Molodowsky publicó su primer libro de poesía, Kheshvndike nekht (Noches de Jeshván), en 1927, seguidos por varios otros, incluyendo Dzshike gas (La calle Dzshike) en 1933. Durante sus años en Varsovia, enseñó ídish en las escuelas elementales seculares administradas por la Organización Central de Educación en Ídish (Tsentrale Yidishe Shul-Organizatsye; TSYSHO); además, también dio clases de hebreo en las noches en una escuela comunitaria judía.
Molodowsky emigró a los Estados Unidos en 1935 y se residenció en la ciudad de Nueva York, en donde su marido se le unió no mucho tiempo después. Entre sus trabajos en la posguerra de la Segunda Guerra Mundial, es especialmente conocida su colección Der melekh David aleyn iz geblibn (Sólo el Rey David permaneció; 1946), poemas escritos en respuesta al Holocausto, incluyendo uno de sus poemas más conocidos, "Eyl Khanun" (Dios misericordioso), compuesto en 1945.
Desde 1949 a 1952 Molodowsky y su marido vivieron en Tel Aviv, en el estado nuevo de Israel, donde editó la revista en ídish Di Heym (La Casa), publicada por el Consejo de Mujeres Trabajadoras (Moetzet Hapoalot). A finales de 1952 Molodowsky renunció a su posición en Di Heym, y ella y su marido regresaron a Nueva York.
En 1943, Molodowsky había sido la co-fundadora de la revista en ídish Di Svive (El entorno), en Nueva York, publicando siete ediciones en 1944; en 1960, revivió la revista (bajo el mismo título) y continuó editándola hasta unos días antes de su muerte. Su autobiografía, Fun Mayn Elter-zeydns Yerushe (De la herencia de mi bisabuelo), fue publicada en formato serializado en Svive desde marzo de 1965 hasta abril de 1974.
En 1971, Molodowsky fue galardonada con el Premio Itzik Manger de literatura en ídish.
El esposo de Molodowsky, Simcha Lev, falleció en Nueva York en 1974. Luego de la muerte de su marido y débil de salud, Molodowsky se mudó a Filadelfia para estar cerca de sus familiares, y falleció en un asilo de ancianos el 23 de marzo de 1975.

## Obras

### Colecciones de poesía
- Kheshvendike nekht: lider. Vilna: B. Kletskin, 1927[6]
- Dzshike gas. Warsaw: Literarishe Bleter, 1933[6]
- Freydke. Warsaw: Literarishe Bleter, 1935[6]
- In land fun mayn gebeyn. Chicago: Farlag L. M. Shteyn, 1937[6]
- Der melekh dovid aleyn iz geblibn. New York: Farlag Papirene Brik, 1946[6]
- Likht fun dornboym. Buenos Aires: Farlag Poaley Tsion Histadrut, 1965[6]

### Libros para niños
- Mayselekh. Varsovia: Yidishe Shul Organizatsye in Poyln, 1931
- Oyfn barg. Nueva York: Yungvarg Bibliothek, 1938
- Oyf di vegn fun tsion. Nueva York: Pinchas Gingold Farlag of the National Committee of the Jewish Folk Schools, 1957
- Martsepanes. Mayselekh un lider far kinder. Nueva York: Bildungs-Komitet fun Arbeter-Ring and Farlag CYCO, 1970

### Ficción
- Ale fentster tsu der zun. Shpil in elf bilder. Varsovia: Literische Bleter, 1938
- Fun lublin biz nyu-york. Togbukh fun Rivke Zilberg. Nueva York: Farlag Papirene Brik, 1942
- Nokhn got fun midbar. Drame. Nueva York: Farlag Papirene Brik, 1949
- A hoyz oyf grand strit. Nueva York: 1953
- A shtub mit zibn fentster. Nueva York: Farlag Mantones, 1957
- Baym toyer. Roman fun dem lebn in yisroel. Nueva York: CYCO, 1967

### Libros de canciones
- In yerusalayim kumen malokhim. Nueva York: Farlag Papirene Brik, 1952

### Obras traducidas al inglés (o ediciones bilingües)
- Paper Bridges: Selected Poems of Kadya Molodowsky (1999). Texto en Yiddish con traducción al inglés. Traducido y editado, con presentación de Kathryn Hellerstein. Detroit: Wayne State University Press. ISBN 9780814328460. Preview online
- A House with Seven Windows: Short Stories (2006). Traducción de Leah Schoolnik de A Shtub mit Zibn Fentster, publicado originalmente en 1957. Syracuse, NY: Syracuse University Press. ISBN 9780815608455
- Sono una vagabonda. Liriche scelte. Traducción preparada por Alessandra Cambatzu y Sigrid Sohn, presentación de Kathryn Hellerstein. Torino, Free Ebrei, 2017. ISBN 978-88-940324-4-4